# Desconto
Quando um fornecedor (vendedor) concede um 'desconto' ao seu cliente (comprador), ele (fornecedor) terá um custo e redução da "Margem Bruta", e o cliente terá um proveito porque foi lhe reduzido o "Custo de Aquisição (C.A)".
Define-se desconto como sendo o abatimento que o devedor faz jus quando 'antecipa o pagamento' de um titulo ou quando o mesmo é 'resgatado antes de seu vencimento', ou ainda, como sendo o juro cobrado por um intermediário para antecipar o recebimento de um título, que representa um direito de crédito futuro. É uma operação tradicional no mercado financeiro e no comércio em geral.
Há dois tipos básicos de descontos: Descontos Comerciais (por fora) e Descontos Racionais (por dentro).
Também o desconto Divide-se em: Desconto Comercial e Desconto Financeiro.
Em finanças, chama-se desconto à diferença entre o Valor Nominal de um título (Valor Futuro) “VF” e o Valor Presente (ou Atual) “VP”, deste mesmo título [D = VF – VP].
Notações comuns na área de descontos:
| D      | Desconto realizado sobre o título          |
| A - VP | Valor Atual ou Valor Presente de um título |
| N - VF | Valor Nominal ou Valor Futuro de um título |
| i      | Taxa de desconto                           |
| n      | Número de períodos para o desconto         |

Os Descontos Simples são obtidos com 'cálculos lineares', e os Descontos Compostos são obtidos com 'cálculos exponenciais'.

## Desconto Simples
É aquele obtido em função de cálculos lineares (capitalização simples). Distinguem-se dois tipos de descontos simples: o 'Racional' e o 'Comercial ou bancário'.

## Desconto Composto
O conceito de desconto em juro composto é idêntico ao sesi no regime de juro simples, corresponde ao abatimento por saldar-se um compromisso antes do seu vencimento.
A diferença é devida apenas ao regime de juro, sendo o raciocínio financeiro o mesmo. O que fazemos é calcular a diferença entre o Valor Nominal e o atual (Valor Presente) do compromisso na data em que se propõe que seja feito o desconto. O 'desconto (D)' corresponde à quantia a ser abatida do valor nominal, e o valor descontado é a diferença entre o valor nominal e o desconto.
Conceitualmente existe apenas o 'Desconto Racional', sendo o 'Desconto Comercial ou bancário' uma convenção prática do mercado em geral.